# オールド・ファッションド・クリスマス
『オールド・ファッションド・クリスマス』（原題：An Old-Fashioned Christmas）は、カーペンターズが1984年に発表した2作目のクリスマス・アルバムで、カレン・カーペンターの没後に発表された。

## 解説
カレンの生前に発表されたクリスマス・アルバム『クリスマス・ポートレイト』（1978年）制作時のアウトテイクを中心に、1974年にクリスマス・シングルとして発表されたバラード・アレンジの「サンタが街にやってくる」や、リチャード・カーペンターとピーター・ナイトを中心に行われた新録音の音源を加えた内容。新しい音源については、イギリスのアビー・ロード・スタジオで録音された。
リチャードがリード・ボーカルを担当した「オールド・ファッションド・クリスマス」は、リチャードとジョン・ベティスが共作した新曲で、他の曲はクリスマス・キャロルやポピュラーソング等のカヴァー。本作からは、「リトル・オルター・ボーイ」がクリスマス・シングルとしてリリースされ、リチャードは、同曲でのカレンの歌声に関して、彼女のボーカル・パフォーマンスの中でも最高峰に位置すると評している。
1996年には、『クリスマス・ポートレイト』と本作を抱き合わせた2枚組コンピレーションCD『クリスマス・コレクション』が日本で発売された。

## 収録曲
4. 6. 9. 13.はインストゥルメンタル。
1. 天なる神には (讃美歌114番) - "It Came Upon a Midnight Clear" - 0:43
2. 序曲 - "Overture" - 8:13
  - ハッピー・ホリデイ - "Happy Holiday"
  - まきびと羊を (讃美歌103番) - "The First Noel"
  - おもちゃの行進 - "March of the Toys"
  - リトル・ジーザス - "Little Jesus"
  - ママがサンタにキッスした - "I Saw Mommy Kissing Santa Claus"
  - ああベツレヘムよ (讃美歌115番) - "O Little Town of Bethlehem"
  - もろびと声あげ (讃美歌102番) - "In Dulce Jubilo"
  - ジェス・バンビーノ - "Gesu Bambino"
  - あら野のはてに (讃美歌101番) - "Angels We Have Heard on High"
3. オールド・ファッションド・クリスマス - "An Old-Fashioned Christmas" - 2:14
4. オー・ホーリー・ナイト - "O Holy Night" - 3:31
5. ホーム・フォー・ザ・ホリデイズ - "(There's No Place Like) Home for the Holidays" - 2:13
6. メドレー - "Medley" - 3:43
  - サンタ・クロースがやってくる - "Here Comes Santa Claus"
  - フロスティ・ザ・スノウマン - "Frosty the Snowman"
  - 赤鼻のトナカイ - "Rudolph the Red-Nosed Reindeer"
  - よき王ウェンセスラス - "Good King Wenscelas"
7. リトル・オルター・ボーイ - "Little Altar Boy" - 3:43
8. ドゥ・ユー・ヒア・ホワット・アイ・ヒア? - "Do You Hear What I Hear?" - 2:53
9. 私の好きな物 - "My Favorite Things" - 3:53
10. ヒー・ケイム・ヒア・フォー・ミー - "He Came Here for Me" - 2:12
11. サンタが街にやってくる - "Santa Claus Is Coming to Town" - 4:04
12. ホワット・アー・ユー・ドゥーイング・ニュー・イヤーズ・イヴ? - "What Are You Doing New Year's Eve?" - 2:51
13. 組曲“くるみ割り人形”から - "Selections from "The Nutcracker"" - 6:14
  - 小さい序曲 - "Overture Miniature"
  - 金平糖の踊り - "Dance of the Sugar Plum Fairies"
  - トレパック - "Trepak"
  - 花のワルツ - "Valse Des Fleurs"
14. アイ・ハード・ザ・ベルズ・オン・クリスマス・デイ - "I Heard the Bells on Christmas Day" - 2:21

## 参加ミュージシャン
- カレン・カーペンター - ボーカル
- リチャード・カーペンター - ボーカル、ピアノ、キーボード、編曲
- ピート・モーガン - アップライト・ベース
- ジョー・オズボーン - エレクトリックベース
- ロン・タット - ドラムス
- バリー・モーガン - ドラムス
- ジョン・フィリップス - サックス
- ピーター・ナイト - 編曲
- ビリー・メイ - 編曲
- The O.K. Chorale - バッキング・ボーカル
- The English Chorale - バッキング・ボーカル